# Troglohyphantes cirtensis
Troglohyphantes cirtensis este o specie de păianjeni din genul Troglohyphantes, familia Linyphiidae. A fost descrisă pentru prima dată de Simon, 1910.
Este endemică în Algeria. Conform Catalogue of Life specia Troglohyphantes cirtensis nu are subspecii cunoscute.